# Vanxains
Vanxains – miejscowość i gmina we Francji, w regionie Nowa Akwitania, w departamencie Dordogne.
Według danych na rok 1990 gminę zamieszkiwało 665 osób, a gęstość zaludnienia wynosiła 19 osób/km² (wśród 2290 gmin Akwitanii Vanxains plasuje się na 600. miejscu pod względem liczby ludności, natomiast pod względem powierzchni na miejscu 220.).